# سرعت مداری
سرعت مداری، داشتن سرعت کافی برای یک سیاره، یا ماهوارهٔ مدارگرد طبیعی یا مصنوعی است که سبب باقی‌ماندن آن در مدار بر گرد مرکز یا پایهٔ گرانشی خود، که معمولاً جرم بزرگ‌تری است، می‌شود. اینرسی موجود در آن جرم در حال حرکت، گرایش آن را به حرکت در یک خط مستقیم متمایل می‌کند، در حالی که نیروی گرانش موجود نیز می‌کوشد که آن را به سوی پایین بکشد. در نتیجه، مسیر مدار، که می‌تواند بیضه‌ای یا دایره‌ای باشد، نشان‌دهندهٔ تعادل میان گرانش و اینرسی است.
سرعت مداری می‌تواند اشاره به میانگین سرعت در تکمیل یک دور مدار کامل، یا برای بیان سرعت در یک نقطهٔ ویژه مثلاً نقاط اوج یا حضیض به‌کار رود.
در هر موقعیتی در مدار، سرعت مداری می‌تواند از روی فاصلهٔ آن موقعیت تا مرکز پایهٔ گرانشی و انرژی ویژۀ مداری؛ که مستقل از موقعیت است، محاسبه شود: انرژی جنبشی = انرژی کل - (منهای) انرژی پتانسیل است.